# Panama (Iowa)
Panama és una població dels Estats Units a l'estat d'Iowa. Segons el cens del 2000 tenia 212 habitants.

## Demografia
Segons el cens del 2000, Panama tenia 212 habitants, 96 habitatges, i 57 famílies. La densitat de població era de 292,3 habitants/km².
Dels 96 habitatges en un 21,9% hi vivien nens de menys de 18 anys, en un 54,2% hi vivien parelles casades, en un 3,1% dones solteres, i en un 39,6% no eren unitats familiars. En el 36,5% dels habitatges hi vivien persones soles el 18,8% de les quals corresponia a persones de 65 anys o més que vivien soles. El nombre mitjà de persones vivint en cada habitatge era de 2,21 i el nombre mitjà de persones que vivien en cada família era de 2,95.
Per edats la població es repartia de la següent manera: un 23,6% tenia menys de 18 anys, un 6,1% entre 18 i 24, un 28,8% entre 25 i 44, un 17,9% de 45 a 60 i un 23,6% 65 anys o més.
L'edat mediana era de 40 anys. Per cada 100 dones de 18 o més anys hi havia 92,9 homes.
La renda mediana per habitatge era de 37.917 $ i la renda mediana per família de 55.000 $. Els homes tenien una renda mediana de 29.375 $ mentre que les dones 25.556 $. La renda per capita de la població era de 20.078 $. Entorn del 3,4% de les famílies i el 5,6% de la població estaven per davall del llindar de pobresa.

## Poblacions més properes
El següent diagrama mostra les poblacions més properes.